# Eduardo Errasti
Eduardo Errasti Pérez (Oviedo, 1960-2020) fue un poeta español. Su obra se inserta dentro de la poesía de la conciencia. Su poesía ha sido antologada en varias ediciones, dentro y fuera de Asturias, como en Poemas para cruzar el desierto (2004). Su obra evoluciona, y pasa del culturalismo tardío de sus primeras obras a un estilo directo, frío y epigramático. Desde comienzos de los 1990´s dejó todo trato con el establishment literario, decantándose por una poesía del aislamiento que rehúsa conscientemente el mundo cultural. Fue coeditor de Línea de fuego.

## Obras
- Invasión preferida (1984)
- Lugar de lo informe (1985)
- Las memorias de un gentilhombre (1987)
- Sol de hielo (1990)
- Conductas sospechosas (1991)
- No hay mejor poeta que el poeta muerto (1992)
- Cualquier noche puede ser la última (1994-1998)
- Mujer ciudad (2011)
- Prótesis (2014)
- Ars Culae (2015)
- “ Demasiada Gente” (2017)

## Premios
- Finalista del Premio Nacional de Poesía (1990), por Sol de hielo; fue propuesto por Antonio Gamoneda y Francisco Brines